# Municipio de Frenches Creek
El municipio de Frenches Creek (en inglés: Frenches Creek Township) es un municipio ubicado en el  condado de Bladen en el estado estadounidense de Carolina del Norte. En el año 2000 tenía una población de 784 habitantes.

## Geografía
El municipio de Frenches Creek se encuentra ubicado en las coordenadas 34°28′48.46″N 78°18′45.8″O / 34.4801278, -78.312722.